# NGC 7647
NGC 7647 is een elliptisch sterrenstelsel in het sterrenbeeld Pegasus. Het hemelobject werd op 29 november 1785 ontdekt door de Duits-Britse astronoom William Herschel.

## Synoniemen
- UGC 12576
- MCG 3-59-55
- ZWG 454.63
- PGC 71335
- DRCG 36-34
- PGC 71325